# Elanus axillaris
El elanio australiano o milano australiano (Elanus axillaris) es una especie de ave accipitriforme de la familia Accipitridae endémica del continente australiano. Se considera un ave común. No se conocen subespecies.

## Descripción
Mide de 35 a 38 centímetros de longitud y de 80 a 95 centímetros de envergadura. Los adultos son de color gris pálido con la cabeza y el vientre blancos y los hombros negros.

## Hábitat y distribución
Aunque presente en casi toda Australia, es más común en las zonas relativamente fértiles del sudeste y el suroeste, y en el sureste de Queensland. Son raros en el desierto y se consideran visitantes accidentales en el norte de Tasmania y en las islas del Estrecho de Torres. 
Se le puede encontrar en terreno arbolado, pero es fundamentalmente un ave de pradera. No se le encuentra en altitudes superiores a los 1500 metros. En conjunto, la colonización europea de Australia le ha favorecido al talar grandes extensiones de bosque para agricultura y favorecer la multiplicación de los roedores.

## Comportamiento
Su nido es de ramas, tapizado con hojas verdes. Pone de 3 a 4 huevos; la incubación dura de 29 a 34 días. Los pichones abandonan el nido a las cinco o seis semanas.

### Alimentación
El elanio australiano se alimenta casi exclusivamente de ratones. También puede cazar saltamontes, ratas, pequeños reptiles, pájaros, e incluso (muy raramente) conejos, pero los ratones y otros pequeños mamíferos representan más del 90% de su dieta. Probablemente, su influencia en las poblaciones de ratones es significativa: Cada adulto caza hasta dos o tres ratones al día, y en una ocasión se observó a un macho que llevó no menos de catorce ratones a sus crecidos polluelos en una hora.
Como los otros elanios, el elanio australiano identifica a sus pequeñas presas entre la hierba gracias a su excelente vista. A veces vigila posado, generalmente en un árbol seco, pero más frecuentemente se cierne en el aire con gran habilidad y aparentemente sin esfuerzo. Típicamente, un elanio australiano se cierne de 10 a 30 metros sobre un punto, explora el terreno bajo él, a veces durante unos pocos segundos, a veces, durante más de un minuto, planea a un nuevo punto de observación y vuelve a empezar. Cuando localiza una presa, se deja caer silenciosamente, con las patas por delante y las alas levantadas; a veces cae hasta el suelo de una sola vez, pero generalmente realiza una o varias paradas intermedias. Unos dos tercios de los ataques son fructíferos. A veces, devoran las presas en vuelo.